# Jean-Jacques Salmon
Pour les articles homonymes, voir Salmon.
Jean-Jacques Salmon, né à Caen le 18 octobre 1759 et décédé le 8 novembre 1823 à Paris,, est un militaire français, baron d'Empire.

## Biographie
Jean-Jacques Salmon s'enrôla à 18 ans dans le 48e régiment d'infanterie de ligne (régiment de Lorraine). Il avait déjà servi pendant 10 ans dans ce corps lorsqu’il obtint son congé et se retira dans ses foyers. En 1793, il reprit du service en qualité d'adjudant-major dans le 16e bataillon de la Gironde.  En Espagne, le général Moncey le nomma chef de bataillon sur le champ de bataille. Il fut ensuite placé dans la 28e demi-brigade d'infanterie légère et fit avec ce corps les campagnes de 1796, 1797 et 1798. Le 24 juillet 1799, il entra avec son grade dans le 24e régiment d'infanterie légère (Armée d'Angleterre), puis parti pour l'Italie pour les campagnes de 1800 et 1801 où il se distingua à la bataille de Marengo, au passage du Mincio et au siège de la forteresse de Vérone.

En 1802, il fit la campagne des frontières du Portugal, un an après il fut envoyé à Boulogne, où il s'embarqua à bord de la flottille. Le bateau sur lequel il se trouvait échoua sur les rocs et la perte de l'équipage paraissait certaine. Au milieu de ce péril, et ne voulant pas que le drapeau du 24e régiment tombe aux mains des Anglais, il arracha ce drapeau, s'en fit une ceinture et dit:

« Camarades, il faut que l'ennemi voie que des Français n'abandonnent jamais leurs étendards. »

Cependant, le temps étant devenu calme, l'équipage et la troupe purent gagner le rivage. Le ministre de la guerre rendit compte de cette action au premier consul, qui répondit: 

« Cela ne m'étonne point, je reconnais bien là l'esprit de la 24e légère. »

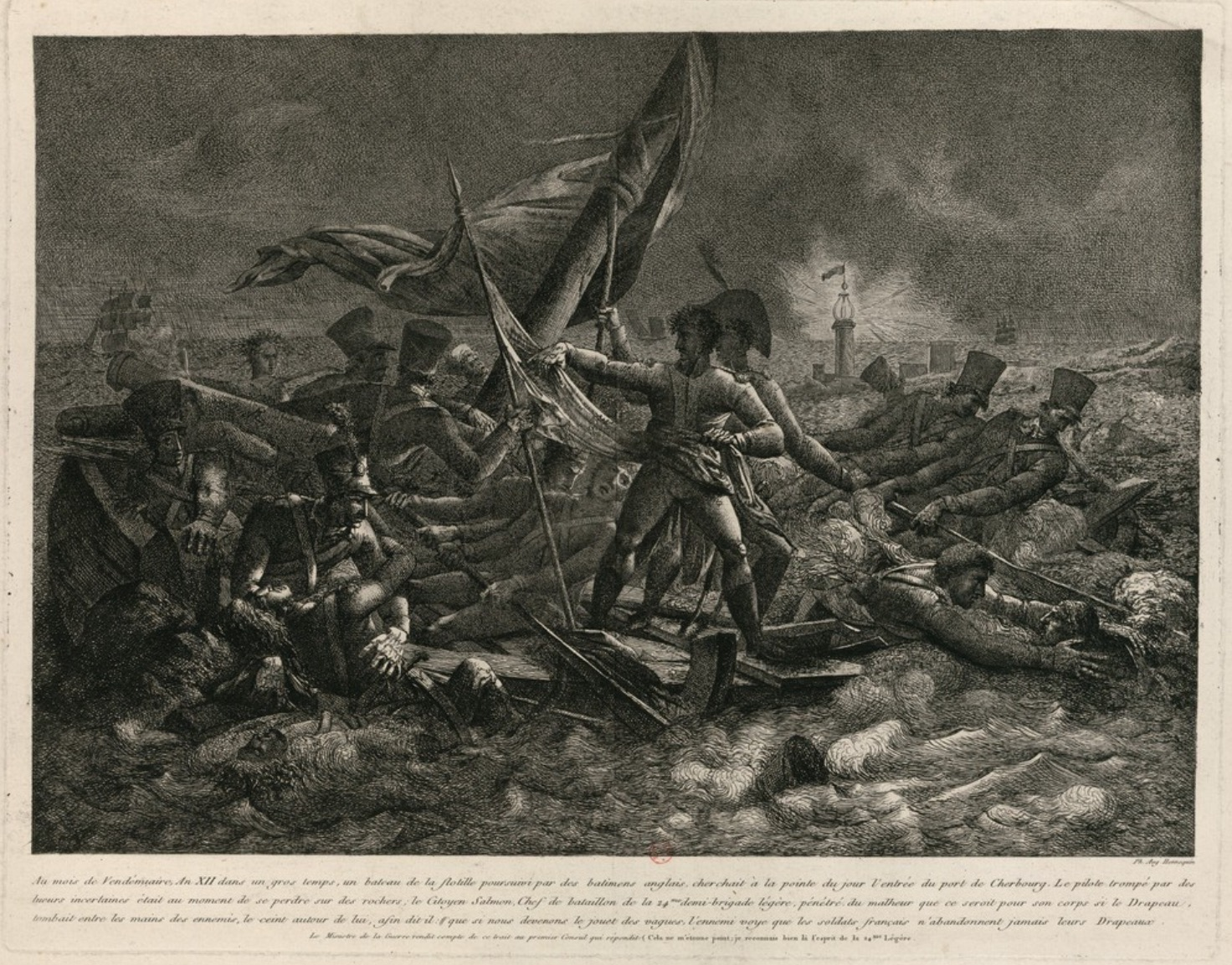
Le chef de bataillon Salmon arrachant le drapeau

Promu en 1806 au grade de major, Salmon assista aux batailles d'Austerlitz, d'Iéna, de Lübeck et d'Ostrolenka. Le 16 mai 1807, au Nerung, il fit des prodiges de valeur, il se distingua de nouveau à Gulstadt et à Friedland, où plusieurs actes de courage lui firent décerner la croix d'officier de la Légion d'Honneur. Il se couvrit de gloire à l'affaire de Fosenhausen où il eut deux chevaux tués sous lui. Il ne déploya pas moins de bravoure à Esling et à celle de Wagram où, deux fois démonté par les boulets de l'ennemi, il fut nommé baron sur le champ de bataille par l’Empereur.
Le colonel Salmon retourna en Italie en 1811 pour y prendre le commandement d'armes de la citadelle d'Alexandrie (département de la Sesia).
En 1815, le colonel Salmon se retira à Paris et n'est plus sorti de la vie privée. Ce fut là qu'il mourut le 8 novembre 1823.
Ses descendants portent toujours de nos jours le titre de « baron Salmon ».

## Chronologie
- 29 janvier 1777 : s'enrôle dans le régiment de Lorraine devenu le 48e régiment d'infanterie
- 20 messidor an III : Chef de bataillon
- 23 novembre 1806 : major
- 25 novembre 1806 : Commandant
- 23 mars 1809 : Colonel
- 1810 : nommé baron d'Empire par Napoléon
- 1815 : retraite

## Titre
- Baron de l'Empire (lettres patentes du 25 mars 1810).

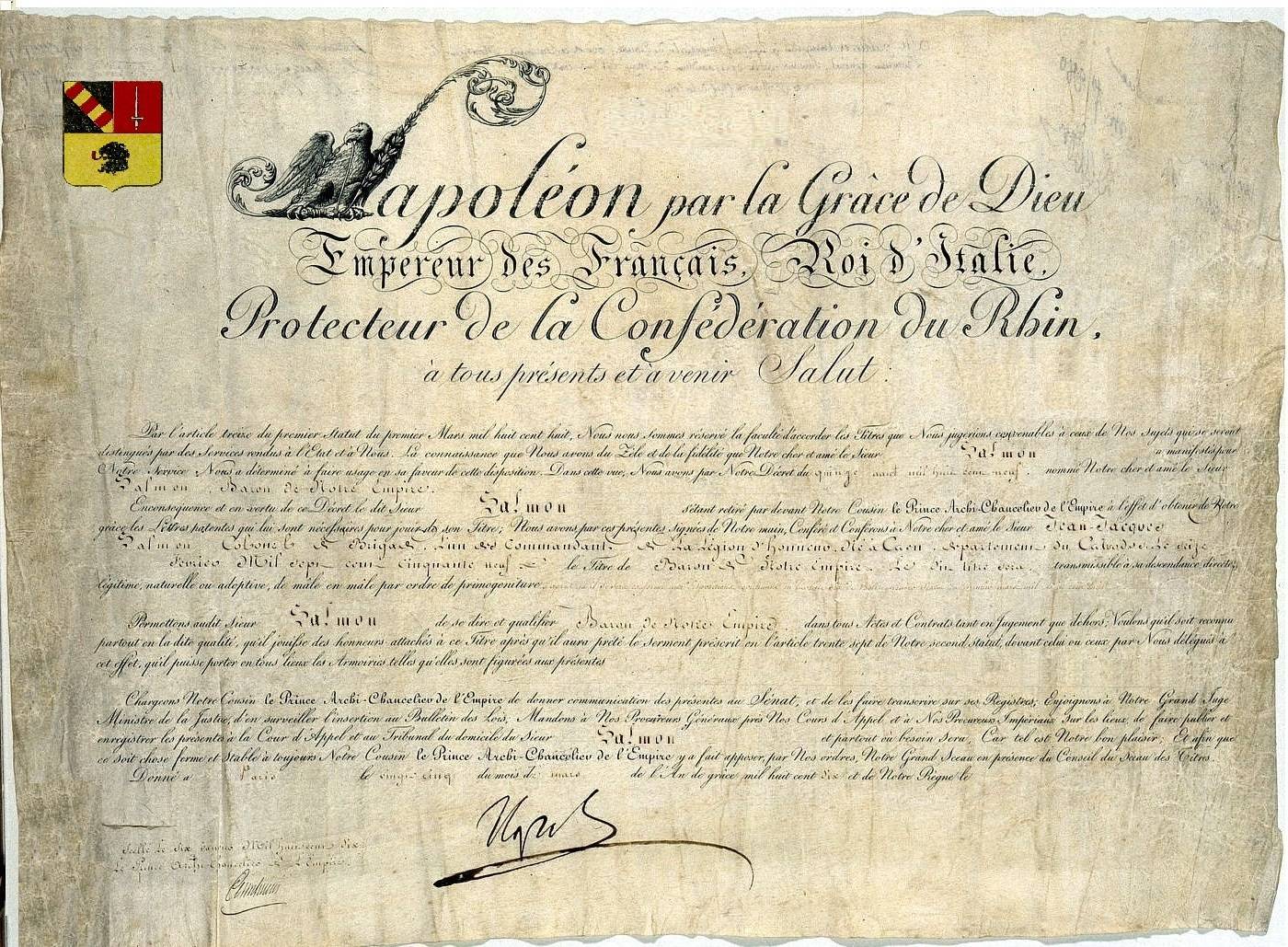
TItre de noblesse du baron Salmon

## Décorations
- Légion d'honneur[3] :
  - Légionnaire puis,
  - Officier de la Légion d'honneur (1807).
- Chevalier de l'ordre royal et militaire de Saint-Louis

## Armoiries
| Figure | Blasonnement |
|        | Jean-Jacques Salmon (13 octobre 1759 - Caen ✝ 8 novembre 1823 - Paris), colonel d'infanterie, (23 mars 1809), baron de l'Empire (1810, avec une dotation de 2 000 francs sur un domaine situé en Westphalie), Officier de la Légion d'honneur (28 juin 1813), Chevalier de l'ordre de Saint-Louis (1819), Parti: de sable à la bande componée d'or et de gueules, et de gueules au signe des barons tirés de l'armée, coupé d'or à la tête de lion arrachée de sable, lampassée de gueules., |